# 樋口祐三
樋口 祐三（ひぐち ゆうぞう、1935年11月28日-　）は、東京都出身のテレビディレクター・プロデューサー。

## 人物
TBSに所属し、円谷一のアシスタントディレクターを経て、『そんなとき私は』で監督デビュー。
1966年から1967年に放送された円谷プロダクション制作の『ウルトラマン』では当初はノンクレジットでのTBS側プロデューサーとして参加し、撮影スケジュールの問題から監督としても関わる様になり、第21話・第31話では海堂 太郎（かいどう たろう）名義で脚本も兼任した。『ウルトラマン』で助監督を務めた大平隆は、樋口について「個性を前に出さないが、娯楽作として素晴らしい物を創る」と評価している。
1970年代には主に大映テレビ室制作の「水曜8時枠連続ドラマ」枠で放映された『夜明けの刑事』などのプロデューサーを担当。
TBS退社後はオフィス・ヘンミに移籍。
1989年には企画した『ウルトラマンをつくった男たち 星の林に月の舟』が放送。
『水戸黄門』では、第25部から第43部、最終回スペシャルの1996年から2011年までプロデューサーを務めた。

## 監督作品
- そんなとき私は（1961年）
- 青年同心隊（1964年）
- ウルトラマン ※ 脚本も担当
  - 第20話「恐怖のルート87」（1966年）
  - 第21話「噴煙突破せよ」（1966年）
  - 第30話「まぼろしの雪山」（1967年）
  - 第31話「来たのは誰だ」（1967年）

## 脚本作品
※海堂 太郎名義
- ウルトラマン（1967年）
  - 第21話「噴煙突破せよ」
  - 第31話「来たのは誰だ」
- ウルトラQ倶楽部（2003年）※演出も担当

## プロデューサー
- 夜明けの刑事（1975年 - 1977年）
- Gメン'75（1976年 - 1982年）
- 新・夜明けの刑事（1977年）
- 明日の刑事（1977年 - 1979年）
- 噂の刑事トミーとマツ（1979年 - 1980年）
- Gメン'82（1982年 - 1983年）
- 不良少女と呼ばれて（1984年）
- 松本清張スペシャル・黒い福音（1984年）
- スーパーポリス（1985年）
- 禁じられたマリコ（1985年 - 1986年）
- ウルトラマンキッズのことわざ物語（1986年）
- 遊びじゃないのよ、この恋は（1986年）
- ナショナル劇場・パナソニック ドラマシアター（1996年 - 2011年、TBS）
  - 水戸黄門（第25部 - 第43部、最終回スペシャル）
  - 南町奉行事件帖 怒れ!求馬シリーズ（C.A.L）
    - 南町奉行事件帖 怒れ!求馬（1997年 - 1998年）
    - 南町奉行事件帖 怒れ!求馬II（1999年 - 2000年）

  - 大江戸を駈ける!（2000年 - 2001年）
  - 大岡越前（第15部、ナショナル劇場50周年記念特別企画スペシャル）

## 出演
- ウルトラ情報局（2004年）